# 안성 청원사 대웅전
안성 청원사 대웅전(安城 淸源寺 大雄殿)은 대한민국 경기도 안성시 원곡면 성은리, 청원사에 있는 조선시대의 대웅전이다. 2000년 3월 24일 경기도의 유형문화재 제174호로 지정되었다.

## 개요
청원사는 천덕산에 위치하는 사찰이다. 사적기가 남아있지 않아 자세한 연혁은 알 수 없으나, 13세기에 이미 국가의 중요사찰 역할을 했던 것으로 짐작된다. 절은 그리 넓지 않은데 약간 높은 곳 중앙에 대웅전이 남쪽으로 향해 있고, 안마당을 사이에 둔 대웅전 맞은편에는 요사채가 있다. 이 밖에 근래에 지은 요사채와 산신각 등의 건물이 남아있다.
대웅전은 앞면 3칸·옆면 3칸 규모의 지붕 옆면이 사람 인자 모양인 맞배지붕집이다. 건축양식은 지붕과 기둥의 사이에 놓이는 건축재료인 공포가 기둥과 기둥 사이에도 놓인 다포계양식이다. 내부에는 석가모니불을 중심으로 하는 석가삼존불이 모셔져 있다.

## 같이 보기
- 청원사

## 참고 자료
- 안성청원사대웅전 - 국가유산청 국가유산포털